# Stylus Magazine
Stylus Magazine byl hudební a filmový internetový časopis, který existoval v letech 2002–2007. Věnoval se žurnalistice zaměřené zejména na hudební témata. Každodenně zveřejňoval čtyři hudební recenze, filmové kritiky, včetně podcastových záznamů a blogu ve formě MP3. Zakladatelem a šéfredaktorem byl Todd Burns.
S denní periodicitou uváděl „The Singles Jukebox“, orientovaný na popové singly z celého světa. Vydával také sloupek „Soulseeking“, věnující se soukromým ohlasům posluchačů.
Ačkoli čtenost magazínu nedosahovala úrovně chicagského Pitchfork Media, byly jeho příspěvky opakovaně citovány v médiích pro kvalitu obsahu. V roce 2006 jej Observer Music Monthly zařadil mezi 25 nejvlivnějších hudebních webů.
Činnost ukončil k 31. říjnu 2007. K únoru 2015 zůstávala webová stránka stále dostupná, ovšem s neaktualizovaným obsahem.
Žurnalista magazínu Nick Southall zahájil 4. ledna 2010, se souhlasem Todda Burnse, provoz webu The Stylus Decade, který obsahoval nové kritiky a eseje z hudby předešlé dekády. V březnu 2009 byl také obnoven „The Singles Jukebox“ ve formě samostatného webu, do nějž přispívala řada původních autorů.
Stylus Magazine přijal svůj název podle části gramofonu, která se dotýká vinylové desky, nazývané stylus nebo jehla.